# Afromicrodon johannae
Afromicrodon johannae är en tvåvingeart som först beskrevs av Doesburg 1957.  Afromicrodon johannae ingår i släktet Afromicrodon och familjen blomflugor.
Artens utbredningsområde är Madagaskar. Inga underarter finns listade i Catalogue of Life.